# Entrenamiento del sueño infantil
El entrenamiento del sueño infantil se refiere a una serie de regímenes diferentes para ajustar los comportamientos de sueño de un niño.

## El desarrollo del sueño durante el primer año.
Durante el primer año de vida, los bebés pasan la mayor parte del tiempo durmiendo. Un infante puede pasar por varias regresiones del sueño desde la semana 1, que pueden ocurrir semanal o quincenalmente, hasta los 8 años debido a factores innatos y externos que contribuyen al sueño.
El período de sueño prolongado (LSP, por sus siglas en inglés) es el período de tiempo que un niño duerme sin despertarse. La duración de este período aumenta dramáticamente entre el primer y el segundo mes. Entre las edades de tres y veintiún meses, el periodo de sueño prolongado se estanca, aumentando en promedio solo unos 30 minutos. Por el contrario, el período de sueño autorregulado más largo de un niño (LSRSP, por sus siglas en inglés) es el período de tiempo en el que un niño sin problemas para dormir puede iniciar el sueño por sí mismo sin la intervención de los padres al despertar. Esto significa que el niño puede conciliar el sueño sin la ayuda de sus padres. Esta autorregulación, también llamada auto-calmante, permite que el niño use estas habilidades de manera constante durante el período nocturno. El periodo de sueño más largo de un niño aumenta dramáticamente durante los primeros cuatro meses, se estabiliza y luego aumenta de manera constante a los nueve meses de edad. Alrededor de los seis meses, la mayoría de los bebés pueden dormir ocho horas o más por la noche sin interrupciones o sin la intervención de los padres al despertar.
Un infante de uno a tres meses de edad puede dormir de dieciséis a dieciocho horas diarias en períodos que duran de tres a cuatro horas. A los tres meses, el período de sueño se alarga a unas cuatro o cinco horas, con una disminución del tiempo total de sueño a unas catorce o quince horas. A los tres meses, también comienzan a dormir cuando está oscuro y se despiertan cuando hay luz. Hay dos períodos de siesta distintos: a media mañana y al final de la tarde. Finalmente, a los seis meses, el periodo de sueño prolongado más largo es de seis horas y ocurre durante la noche. Hay dos siestas de tres horas o más con un tiempo de sueño promedio total de catorce horas.
Aunque el sueño es un proceso principalmente biológico, puede tratarse también como un comportamiento. Por lo tanto, el sueño se puede alterar y manejar a través de la práctica y el niño puede aprenderlo, de manera similar a cómo los adultos pueden alterarlo y manipularlo. En la cultura de Europa occidental y en otros lugares, estos hábitos suelen incluir dormir en una cuna (en lugar de un asiento para el automóvil, un cochecito o un columpio), dormir cuando se está somnoliento pero despierto y evitar asociaciones negativas del sueño, como amamantar para dormir o usando un chupete para conciliar el sueño.
Expertos  dicen que la hora ideal para acostarse para un bebé es entre las 6 p. m. y las 8 p. m., y que la hora ideal para despertarse es entre las 6 a. m. y las 7 a. m. A los cuatro meses de edad, los bebés generalmente toman siestas de una hora dos o tres veces al día, y la tercera siesta se reduce a los nueve meses. A los 9 meses, sus patrones de sueño se normalizan naturalmente.Al año de edad, la cantidad de sueño nocturno de la mayoría de los infantes se aproxima a la de los adultos.

## Buenas condiciones para dormir
Sylvia Bell de la Universidad Johns Hopkins informó: al final del primer año, las diferencias individuales en el llanto reflejan la historia de la capacidad de respuesta materna en lugar de las diferencias constitucionales en la irritabilidad infantil. También señala que la consistencia y prontitud de la respuesta materna se asocia con la disminución en la frecuencia y duración del llanto del bebé. Al continuar con esta respuesta materna, Bell señala que es más efectivo aplicar el contacto físico con el bebé.
La posición para dormir también es importante para prevenir el Síndrome de Muerte Súbita del Lactante (SMSL, por sus siglas en inglés). Se recomienda que la posición adecuada para que los niños duerman para evitar el Síndrome de Muerte Súbita del Lactante sea acostado boca arriba durante toda la noche. La ropa de cama debe ser firme y la cuna debe estar libre de juguetes o mantas que puedan causar lesiones o asfixia al niño. Las mantas sueltas y los juguetes en la cuna pueden aumentar el riesgo del Síndrome de Muerte Súbita del Lactante.
Además, expertos en sueño infantil, como los de la Unidad Infantil del Sueño, recomiendan crear un ambiente de sueño tranquilo y confortable para los bebés, que incluya condiciones de temperatura óptimas, niveles de ruido controlados y la ausencia de estímulos visuales. Estas prácticas han demostrado ser efectivas para mejorar la calidad del sueño en los bebés y ayudarles a desarrollar patrones de sueño saludables desde una edad temprana.

## Controversias en el entrenamiento del sueño
Un debate crucial en el entrenamiento del sueño gira en torno a lograr el equilibrio adecuado entre la calma de los padres y enseñar al bebé a calmarse a sí mismo. Algunos padres que practican la crianza con apego piensan que el padre debe atender al bebé cada vez que llora.[cita requerida] Según los estudios, se han informado problemas de sueño en el 20 al 30 por ciento de los bebés, lo que mantiene a los padres despiertos. Sin embargo, muchos métodos populares de entrenamiento del sueño, como el Método Ferber, se basan en dejar que el bebé llore durante una cierta cantidad de minutos, de modo que se fomenten las habilidades para calmarse a sí mismo en lugar de confiar demasiado en la calma proporcionada externamente por los padres. El Método Ferber ha sido criticado por algunos por ser cruel. La investigación de la psicología del desarrollo ha demostrado que enfatizar la independencia del bebé en el primer año de vida se correlaciona con un apego inseguro, lo que conduce a relaciones deficientes con los compañeros y una mayor dependencia más adelante en la infancia.
Otro método es la intervención conductual del sueño infantil para reducir eficazmente los problemas del sueño infantil y la depresión materna asociada a corto y mediano plazo. Este método aleatorio fue probado y resultó efectivo, aunque persisten las preocupaciones sobre el daño a largo plazo en el desarrollo emocional de los niños y la regulación del estrés, y la relación padre-hijo.
Algunas técnicas para calmar al bebé incluyen hacer rebotar y mecer al bebé mientras está sentado en una mecedora, doblar las rodillas mientras lo sostiene, alimentarlo con comodidad, proporcionarle un chupete, usar ruido blanco, envolverlo, contacto piel con piel y usando un columpio para mecerlos mecánicamente.
Un estudio muestra que el 80% de los bebés de países asiáticos compartían habitación con sus padres. Estos padres informaron dormir menos en general en comparación con los países caucásicos, donde se informó que el 50 % de los bebés compartía una habitación con sus padres durante los primeros dos meses de vida de los bebés.
Los estudios muestran que las técnicas conductuales promueven patrones de sueño eficientes y saludables en los bebés cuyos padres las practican. Un estudio informó que los padres se despertaron menos por la noche y se sintieron más competentes como padres en el grupo al que se le enseñaron estas técnicas conductuales.

## Otras influencias en el sueño infantil
Se ha demostrado que una serie de factores están asociados con problemas en la consolidación del sueño, incluido el temperamento del niño, el grado en que son amamantados o alimentados con biberón, y sus actividades y somnolencia durante el día.
Se ha encontrado que la lactancia materna está asociada con más despertares nocturnos que los bebés alimentados con fórmula debido a la capacidad del bebé para digerir la leche materna más rápidamente que la fórmula. Se ha observado que los bebés amamantados comienzan a dormir toda la noche a una edad más avanzada que los bebés alimentados con fórmula: los bebés alimentados con fórmula tienden a comenzar a dormir toda la noche entre las 6 y 8 semanas, mientras que los bebés amamantados pueden tardar hasta 17 semanas en dormirse durante la noche.

## Consecuencias de los patrones de sueño no aprendidos
El conocimiento actual demuestra que los bebés que no aprenden a autorregular sus patrones de sueño encuentran posibles problemas psicológicos y físicos. Los informes bibliográficos actuales informan que "los problemas de sueño en la infancia están asociados con la percepción de un temperamento infantil difícil, una mayor probabilidad de problemas de comportamiento posteriores, habilidades cognitivas comprometidas y un mayor peso corporal" (Wolfson, A.; Lacks, P.; Futterman, A (1992). Los problemas del sueño infantil se asocian con más depresión de los padres, estrés, calidad de vida reducida, salud física reducida y sentimientos de insuficiencia (Wolfson, A.; Lacks, P.; Futterman, A (1992).